# Ca l'Àngel (Torre-serona)
Ca l'Àngel és una obra de Torre-serona (Segrià) inclosa a l'Inventari del Patrimoni Arquitectònic de Catalunya.

## Descripció
Edifici construït a inicis del segle xx. Va ser utilitzat com a cinema, teatre i sala de ball. La façana té una distribució gairebé simètrica amb un detall molt vistós a l'entrada. L'interior és molt sobri. Fet d'obra vista.